# Marsha Hunt
Marcia Virginia Hunt (Chicago, Illinois; 17 de octubre de 1917-Sherman Oaks, Los Ángeles, 7 de septiembre de 2022), más conocida como Marsha Hunt, fue una actriz, modelo y activista estadounidense. Hunt fue víctima de la lista negra de Hollywood durante los años 1950 y en plena era del macartismo. Ella fue una de las últimas supervivientes y la actriz más longeva viva del cine clásico de Hollywood.
A lo largo de su carrera artística de casi ocho décadas, trabajó en unas 70 películas, entre las cuales se incluyen títulos populares como Born to the West (1937) con John Wayne, Más fuerte que el orgullo (1940) con Greer Garson y Laurence Olivier, Kid Glove Killer (1942) con Van Heflin, Cry 'Havoc' (1943) con Margaret Sullavan y Joan Blondell, The Human Comedy (1943), con Mickey Rooney, Raw Deal (1948) con Claire Trevor, The Happy Time (1952) con Charles Boyer y Johnny Got His Gun (Johnny Got His Gun, 1971) de Dalton Trumbo. 
A partir de la era de la lista negra, Hunt tuvo un importante activismo en favor de diversas causas humanitarias.

## Carrera artística
Marsha Hunt debutó en el cine en 1935 y realizó giras regulares hasta principios de la década de 1950. 
En 1947, Hunt y su marido, Robert Presnell Jr., se unieron al Comité por la Primera Enmienda para cuestionar la legalidad del Comité de Actividades Antiamericanas, que buscaba la expulsión de los supuestos comunistas de la industria del cine. En 1950, fue incluida en la lista negra de Hollywood.
Entre 1948 y 1967, Marsha Hunt actuó en seis obras de teatro en Broadway. Además, dirigió a Jules Dassin y a Sam Wanamaker, otras dos figuras que también fueron víctimas del macartismo.
Después de su retiro parcial en 1960, Hunt participó en pequeños papeles en cinco películas y numerosos programas televisivos. Ese mismo año, se le dedicó una estrella en el Paseo de la Fama de Hollywood Boulevard, en reconocimiento a su trabajo en la televisión. En 1962, apareció en el episodio de la novena temporada de Gunsmoke titulado "The Glory and the Mud".
En 1971, interpretó a la madre del personaje principal de la película Johnny tomó su fusil (Johnny Got His Gun), protagonizada por Timothy Bottoms y escrita por Dalton Trumbo, quien había sido uno de los "Diez de Hollywood", integrantes de la primera lista negra de la historia del cine. Dicho filme ganó el Gran Premio del Jurado en el Festival de Cine de Cannes de aquel año. En 1988, apareció en Star Trek: The Next Generation en el episodio "Too Short a Season" como Anne Jameson, esposa de un almirante que tomó una droga para revertir la edad. En 1997, apareció como Ethel Thayer en la producción de On Golden Pond, obra de teatro realizada por Santa Susana Repertory Company.
Tras la muerte de Norman Lloyd (bajo cuya dirección había actuado en 1955) y Renée Simonot, en mayo y julio de 2021, respectivamente, fue conocida como la vicedecana de actores y actrices más longevos del mundo detrás de la belga Sabine André, nacida en 1913.

## Trabajo humanitario
En 1955, después de realizar un viaje donde evidenció la grave situación de hambruna en los países del Tercer Mundo, Hunt pronunció discursos por todo Estados Unidos, alentando a los estadounidenses a sumarse a la lucha contra el hambre uniéndose a la Asociación de las Naciones Unidas, una ONG dedicada a promover el apoyo político y público a dicha organización internacional entre los estadounidenses. Hunt ayudó a abrir uno de los primeros refugios para personas sin hogar en el Valle de San Fernando. En 1960, produjo una transmisión de una hora sobre los problemas de los refugiados que contó con estrellas como Paul Newman, Jean Simmons y Bing Crosby. Además, recaudó fondos para la creación de "Rose Cottage", un refugio de guardería para niños sin hogar; y sirvió durante muchos años en la junta directiva asesora del Centro Comunitario de Salud Mental del Valle de San Fernando, una gran organización sin fines de lucro, que aboga por adultos y niños afectados por la falta de vivienda y las enfermedades mentales.

## Vida personal
Hunt y Jerry Hopper, subdirector del departamento de edición de Paramount Pictures, posteriormente devenido en director de cine, se casaron en 1938 y se divorciaron en 1943.
Marsha Hunt estuvo casada durante cuarenta años con Robert Presnell Jr., quien fue guionista y director de radio. Permanecieron juntos desde su matrimonio en 1946 hasta la muerte de su marido en 1986, a los 71 años.
En 1947, Hunt estaba embarazada y muy enferma mientras filmaba Carnegie Hall. Su única hija biológica, nacida el 1 de julio de ese año, fue prematura y murió al día siguiente. Ella y su segundo esposo luego se convirtieron en padres adoptivos.
Hunt residía en el barrio de Sherman Oaks de Los Ángeles, en una casa de la que era propietaria desde 1946. En 1983, fue nombrada alcaldesa honoraria de dicha localidad ubicada en la región del Valle de San Fernando, en el estado de California. 
El 17 de octubre de 2017, Hunt cumplió 100 años de edad. En 2022, habría alcanzado los 105. Sin embargo, un mes y diez días antes, el 7 de septiembre de 2022, falleció en su casa por causas naturales a los 104 años.